# La Fare-en-Champsaur
Pour les articles homonymes, voir La Fare.
La Fare-en-Champsaur est une commune française située dans le département des Hautes-Alpes en région Provence-Alpes-Côte d'Azur. Les habitants sont appelés Farassons, Farassones

## Géographie
Elle est située dans la partie occidentale du Champsaur, sur la rive gauche du Drac, en face de Saint-Bonnet-en-Champsaur, adossée à la montagne de Mouttet, contrefort avancé du massif du Dévoluy. Sa position géographique lui confère, comme à l'ensemble du Champsaur, un climat particulier : agréable en été, mais soumis au froid de la « bise » en hiver.
La commune s'étage depuis la rivière Drac (à l'altitude de 950 mètres en aval du pont de Saint-Bonnet) jusqu'aux sommets de Coste Folle (altitude 2079 m). Son territoire se décompose naturellement en :
- le bord du Drac, aujourd'hui largement construit, autour de la route nationale ;
- la plaine de la Chaup, ancien fond de la vallée glaciaire primitive devenu haute plaine, et constituant un replat suffisant pour des cultures et des pâturages ;
- la forêt, mêlant pins et mélèzes, et exploitée pour son bois ;
- les falaises et les pentes rocheuses, inexploitables ;
- quelques hautes surfaces sur la montagne de Mouttet, difficilement accessibles.

L'ancien chef-lieu, composé de trois hameaux proches, les Farelles, la Fare et  le Serre, est situé sur la plaine de la Chaup, à une altitude de 1100 mètres ; elle représente la partie traditionnelle du village, exclusivement agricole et très pauvre. 
 La partie basse du village (les Baraques, les Allards, Bonnette) s'est développée autour de la route Grenoble - Gap (RN 85), étape sur la route Napoléon, avec un hôtel, un syndicat d'initiative, un bar-tabacs et plusieurs commerces, dont un supermarché. La mairie a été récemment déplacée de l'ancien chef-lieu aux Baraques.
La Fare communique avec Saint-Bonnet, la « capitale » du Champsaur, par l'unique pont sur le Drac moyen. Les deux communes sont complémentaires : Saint-Bonnet offre une gamme de services et de commerces beaucoup plus étendue, mais est à l'écart de la route nationale, et la Fare, plus petit mais mieux placé, tient lieu de faubourg du chef-lieu de canton.

### Climat
Pour des articles plus généraux, voir Climat de Provence-Alpes-Côte d'Azur et Climat des Hautes-Alpes.
En 2010, le climat de la commune est de type climat des marges montargnardes, selon une étude du Centre national de la recherche scientifique s'appuyant sur une série de données couvrant la période 1971-2000. En 2020, Météo-France publie une typologie des climats de la France métropolitaine dans laquelle la commune est exposée à un climat de montagne ou de marges de montagne et est dans la région climatique Alpes du sud, caractérisée par une pluviométrie annuelle de 850 à 1 000 mm, minimale en été.
Pour la période 1971-2000, la température annuelle moyenne est de 8,8 °C, avec une amplitude thermique annuelle de 17,5 °C. Le cumul annuel moyen de précipitations est de 1 030 mm, avec 7,6 jours de précipitations en janvier et 5,9 jours en juillet. Pour la période 1991-2020, la température moyenne annuelle observée sur la station météorologique de Météo-France la plus proche, « Saint-Bonnet Champsaur », sur la commune de Saint-Bonnet-en-Champsaur à 1 km à vol d'oiseau, est de 8,9 °C et le cumul annuel moyen de précipitations est de 1 085,8 mm. 
La température maximale relevée sur cette station est de 35 °C, atteinte le 28 juillet 2005 ; la température minimale est de −19 °C, atteinte le 12 janvier 1987,,.
Les paramètres climatiques de la commune ont été estimés pour le milieu du siècle (2041-2070) selon différents scénarios d'émission de gaz à effet de serre à partir des nouvelles projections climatiques de référence DRIAS-2020. Ils sont consultables sur un site dédié publié par Météo-France en novembre 2022.

## Urbanisme

### Typologie
Au 1er janvier 2024, La Fare-en-Champsaur est catégorisée commune rurale à habitat dispersé, selon la nouvelle grille communale de densité à 7 niveaux définie par l'Insee en 2022.
Elle est située hors unité urbaine. Par ailleurs la commune fait partie de l'aire d'attraction de Gap, dont elle est une commune de la couronne,. Cette aire, qui regroupe 73 communes, est catégorisée dans les aires de 50 000 à moins de 200 000 habitants,.

### Occupation des sols
L'occupation des sols de la commune, telle qu'elle ressort de la base de données européenne d’occupation biophysique des sols Corine Land Cover (CLC), est marquée par l'importance des forêts et milieux semi-naturels (55,5 % en 2018), une proportion identique à celle de 1990 (55,5 %). La répartition détaillée en 2018 est la suivante : 
zones agricoles hétérogènes (31,6 %), forêts (29,5 %), espaces ouverts, sans ou avec peu de végétation (19,3 %), terres arables (8,8 %), milieux à végétation arbustive et/ou herbacée (6,7 %), zones urbanisées (2,8 %), prairies (1,3 %).
L'évolution de l’occupation des sols de la commune et de ses infrastructures peut être observée sur les différentes représentations cartographiques du territoire : la carte de Cassini (XVIIIe siècle), la carte d'état-major (1820-1866) et les cartes ou photos aériennes de l'IGN pour la période actuelle (1950 à aujourd'hui).

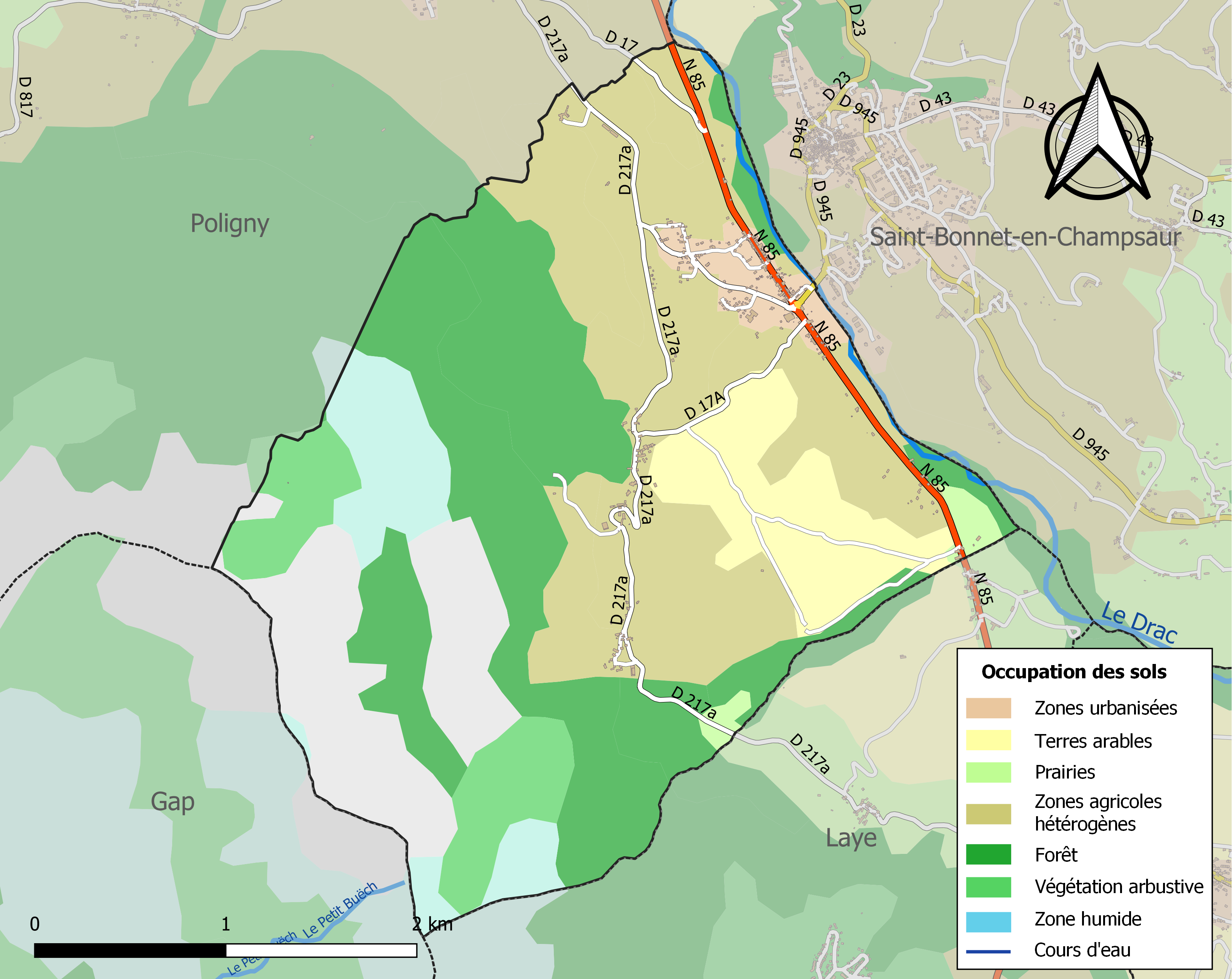
Carte de l'occupation des sols de la commune en 2018 (CLC).

## Toponymie
La Fare est un des hameaux de commune. Ce nom est attesté sous sa forme occitane (occitan haut-alpin) La Fara en 1180 et en 1183,.
Le toponyme dériverait du latin « farossium » [?] qui a également donné « farot », feu servant à signaler les dangers. Cette explication est très incertaine.

## Histoire

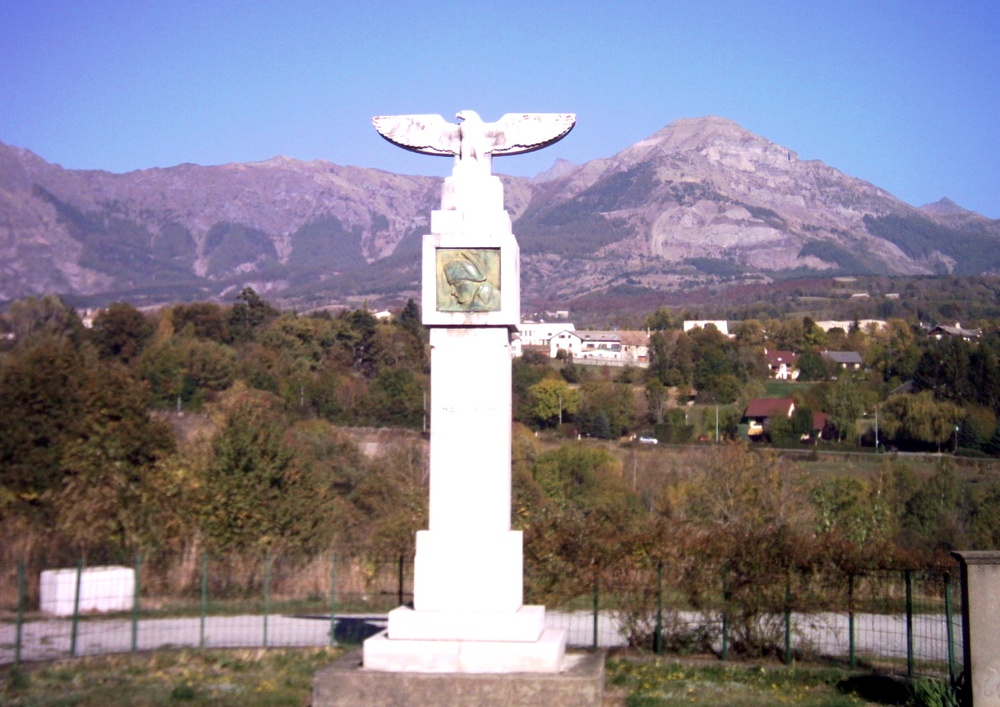
Monument commémorant la halte de l'Empereur aux Baraques.

La tradition rapporte que le hameau des Baraques, et son nom, tireraient leur origine de l'époque médiévale, lorsque les foires de Saint-Bonnet attiraient une foule telle que ceux qui ne pouvaient être hébergés dans le village construisaient des baraquements de l'autre côté du pont sur le Drac. Ces baraques se seraient pérennisées, et auraient créé un véritable village, portant ce nom.
Par ailleurs le mot occitan barraco, qui signifie « relais de poste », a donné leur nom a quantité de hameaux où se trouvaient des relais de poste sur des routes de grand trafic : les Baraques de Saint-Jean-Roure en Ardèche, les Barraques de Pouzol dans le Puy-de-Dôme, Baraqueville en Aveyron, etc. Les Baraques de la Fare se trouvent elles aussi sur un axe de circulation important : sur la route de Grenoble à Gap, au pied du col Bayard, à la hauteur de Saint-Bonnet, capitale du Champsaur et fief de François de Bonne de Lesdiguières, intendant du Dauphiné, l'endroit s'imposait pour un relais de poste (un bâtiment est encore présent un kilomètre plus au sud, à Brutinel). Il ne s'agissait donc pas nécessairement de mauvaises maisons, au sens actuel du mot baraque, mais d'un lieu où on trouvait le gîte et le couvert, ce qui s'est perpétué jusqu'à aujourd'hui.
Lors de son retour de l'île d'Elbe, le 6 mars 1815, Napoléon y reçut un accueil chaleureux, peu avant de rallier à sa cause, à Laffrey, les soldats envoyés à sa rencontre.
Au XXe siècle, le hameau s'est développé et a progressivement accueilli des commerces ; la mairie y a déménagé, et c'est désormais le nom de la commune (« La Fare-en-Champsaur ») qui apparaît sur les panneaux routiers à l'entrée des Baraques. L'ancien village de la Fare, isolé sur les pentes et peu actif, est devenu un hameau de son nouveau chef-lieu.

## Politique et administration
| Période                                  | Période  | Identité          | Étiquette | Qualité                              |
| ---------------------------------------- | -------- | ----------------- | --------- | ------------------------------------ |
| Les données manquantes sont à compléter. |          |                   |           |                                      |
| mars 2001                                | En cours | Christophe Boyer  | SE        | Retraité Fonction publique           |
| mars 2014                                | mai 2020 | Alain Ivaldy      |           | Retraité de la fonction publique     |
| mai 2020                                 | En cours | Christophe Boyer, |           | Agriculteur sur moyenne exploitation |

## Population et société

### Démographie
L'évolution du nombre d'habitants est connue à travers les recensements de la population effectués dans la commune depuis 1793. Pour les communes de moins de 10 000 habitants, une enquête de recensement portant sur toute la population est réalisée tous les cinq ans, les populations de référence des années intermédiaires étant quant à elles estimées par interpolation ou extrapolation. Pour la commune, le premier recensement exhaustif entrant dans le cadre du nouveau dispositif a été réalisé en 2006.

En 2022, la commune comptait 478 habitants, en évolution de +7,9 % par rapport à 2016 (Hautes-Alpes : +0,4 %, France hors Mayotte : +2,11 %).
| 1793 | 1800 | 1806 | 1821 | 1831 | 1836 | 1841 | 1846 | 1851 |
| ---- | ---- | ---- | ---- | ---- | ---- | ---- | ---- | ---- |
| 331  | 284  | 349  | 311  | 365  | 440  | 454  | 491  | 525  |

| 1856 | 1861 | 1866 | 1872 | 1876 | 1881 | 1886 | 1891 | 1896 |
| ---- | ---- | ---- | ---- | ---- | ---- | ---- | ---- | ---- |
| 486  | 500  | 576  | 521  | 507  | 514  | 533  | 506  | 507  |

| 1901 | 1906 | 1911 | 1921 | 1926 | 1931 | 1936 | 1946 | 1954 |
| ---- | ---- | ---- | ---- | ---- | ---- | ---- | ---- | ---- |
| 461  | 423  | 412  | 380  | 406  | 397  | 435  | 377  | 381  |

| 1962 | 1968 | 1975 | 1982 | 1990 | 1999 | 2006 | 2011 | 2016 |
| ---- | ---- | ---- | ---- | ---- | ---- | ---- | ---- | ---- |
| 361  | 354  | 397  | 409  | 422  | 413  | 424  | 464  | 443  |

| 2021 | 2022 | - | - | - | - | - | - | - |
| ---- | ---- | - | - | - | - | - | - | - |
| 463  | 478  | - | - | - | - | - | - | - |

### Enseignement
La commune dépend de l'Académie d'Aix-Marseille. La Fare possède une école communale. Le collège desservant le secteur se trouve à Saint-Bonnet, commune limitrophe. Le seul lycée du Champsaur est le lycée professionnel privé des métiers du bois situé à Saint-Jean-Saint-Nicolas ; pour toute autre orientation, les élèves doivent se rendre à Gap, à 20 kilomètres (il existe un service régulier de cars scolaires). L'université dont dépend le Champsaur est l'Université d'Aix-Marseille, dont dépendent un IUT établi à Gap et un autre à Digne, mais dont toutes les autres formations sont à plus de 150 kilomètres de la Fare ; aussi certaines familles préfèrent-elles envoyer leurs enfants à Grenoble, plus proche (85 km).

### Cultes
Pour le culte catholique, la Fare fait partie du regroupement interparoissial de Saint-Bonnet (16 paroisses du canton de Saint-Bonnet). Les messes sont célébrées régulièrement à Saint-Bonnet, et de temps à autre à l'église de la Fare (vieux village) ainsi qu'à la chapelle de la maison de retraite, aux Barraques.
Le culte protestant est régulièrement célébré au temple de Saint-Laurent-du-Cros.

## Culture locale et patrimoine

### Lieux et monuments

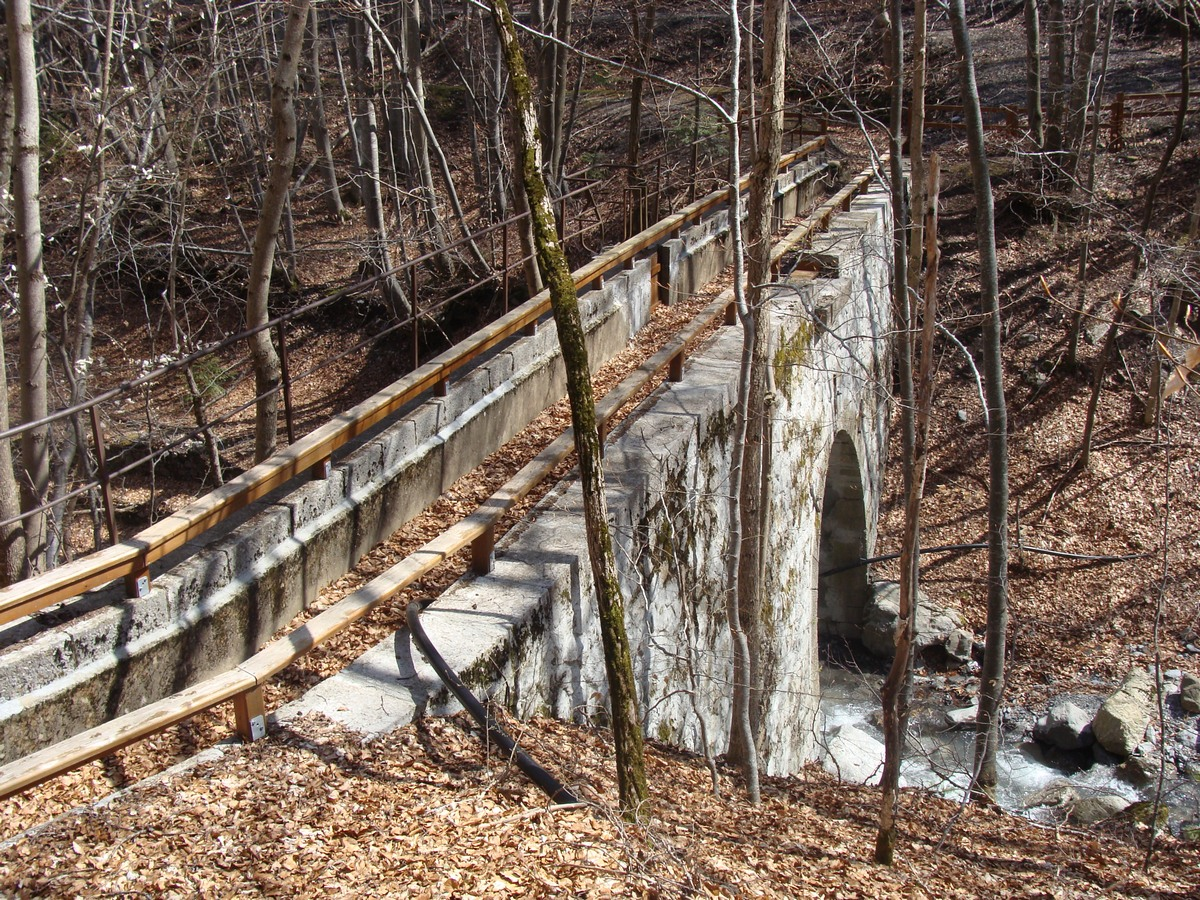
Le canal de Pont-du-Fossé dans les bois au-dessus de la Fare.

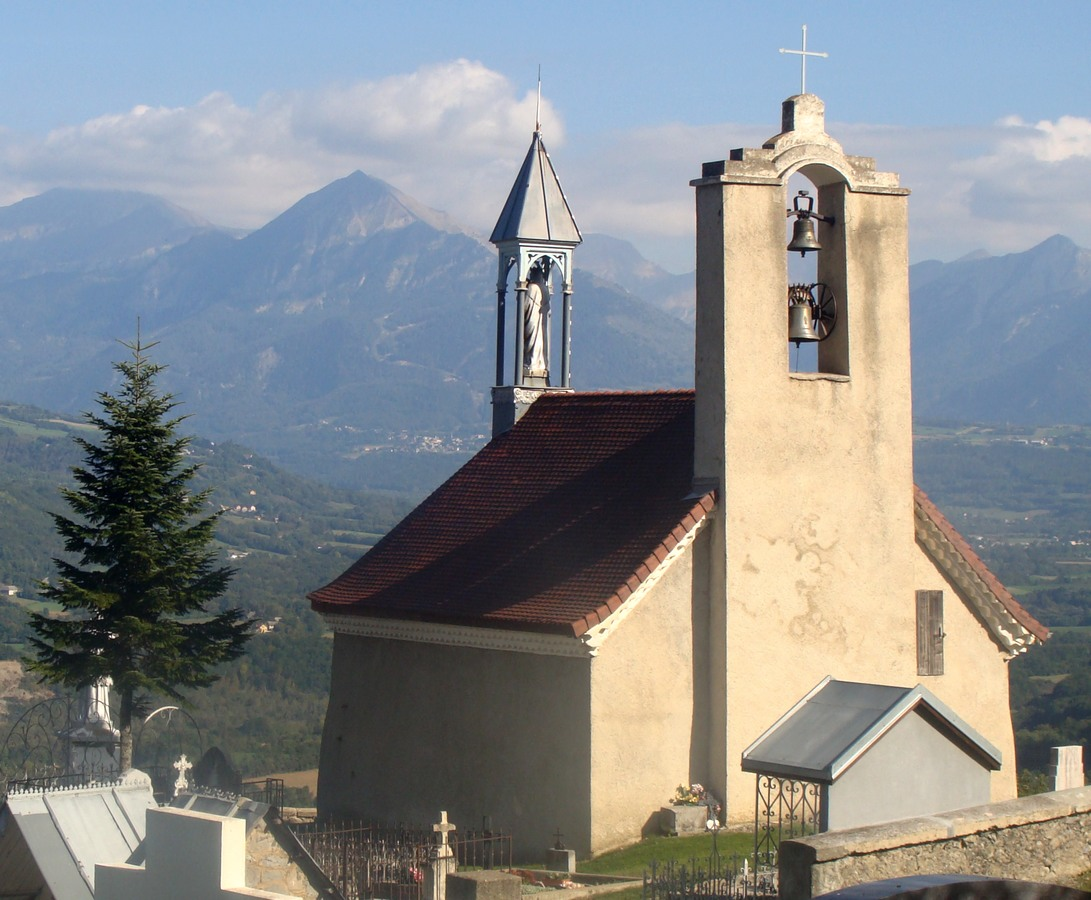
La chapelle de Notre-Dame de Bois-Vert.

- l'ancien village, son église et son cimetière
- l'aqueduc de l'ancien canal de Pont-du-Fossé sur le torrent de la Fare (XIXe siècle) ;
- Église de l'Assomption-de-Marie de La Fare-en-Champsaur.
- Chapelle Saint-Joseph des Allards.
- le site de Notre-Dame de Bois-Vert, comportant un clocher-mur ; point de vue sur Saint-Bonnet et le massif de Vieux Chaillol, et point de départ de promenades dans une forêt de mélèzes (alt. 1360 m, accessible en voiture) ; en hiver, une cascade de glace attire les escaladeurs ;
- la montagne de Mouttet et ses falaises, belvédère unique sur la vallée et sur les massifs environnants, du Queyras à l'est aux Alpes du Dauphiné au nord (alt. 1800 m, accès réservé aux bons marcheurs) ;
- les évolutions des kayakistes-canoéistes sur le Drac, du pont de Saint-Bonnet jusqu'au pont de la Guinguette à 5 km en aval ;

Aux environs :
- Saint-Bonnet et ses maisons du XVIe siècle ;
- le Pic de Gleize et le cirque de Chaudun (sources du Buech).

### Personnalités liées à la commune
- Antoine Taix, enfant du pays qui s'était exilé aux États-Unis et en est revenu riche, bienfaiteur de la commune, donateur en 1925 de monuments à Notre-Dame de Bois-Vert.

### Héraldique
| Blason de La Fare-en-Champsaur | Blason  | De gueules à deux pals d'argent, au lion brochant de l'un en l'autre. |
| Blason de La Fare-en-Champsaur | Détails |                                                                       |